# 内ヶ崎功
内ヶ崎功（うちがさき いさお、1939年1月2日 - ）は日本の実業家。元日立化成工業会長。

## 来歴
茨城大学理学部理学科を卒業し、1962年 日立製作所に入社。
1986年6月 日立化成工業五井工場長。1989年1月 同社山崎工場長。1991年6月 同社取締役。1992年6月 同社化成品事業部長。1993年4月 同社半導体・液品材料事業部長委嘱。同年6月 同社常務取締役。1997年6月 同社代表取締役社長。2003年4月 同社代表取締役会長。同年6月 取締役会長。2007年6月 同社取締役兼相談役。その他、経済団体連合会（経団連）理事なども務めた。